# Epiplema retracta
Epiplema retracta är en fjärilsart som beskrevs av George Francis Hampson 1898. Epiplema retracta ingår i släktet Epiplema och familjen Uraniidae. Inga underarter finns listade i Catalogue of Life.